# 100 mètres haies aux championnats du monde d'athlétisme 2019
Pour un article plus général, voir Championnats du monde d'athlétisme 2019.
Navigation
Londres 2017 Eugene 2022
L'épreuve du 100 mètres haies des championnats du monde de 2019 se déroule les 5 et 6 octobre 2019 dans le Khalifa International Stadium, au Qatar.

## Records et performances

### Records
Les records du 100 m haies (mondial, des championnats et continentaux) avant les championnats 2019 sont les suivants :
| Record du monde                                                | Kendra Harrison  | 12 s 20                                                     | Londres, Royaume-Uni                           | 22 juillet 2016                       |
| Record des championnats                                        | Sally Pearson    | 12 s 28                                                     | Daegu, Corée du Sud                            | 3 septembre 2011                      |
| Record d'Afrique                                               | Glory Alozie     | 12 s 44 (+ 0,4 m/s) 12 s 44 (+ 0,0 m/s) 12 s 44 (+ 0,7 m/s) | Monaco Bruxelles, Belgique La Cartuja, Espagne | 8 août 1998 28 août 1998 28 août 1999 |
| Record d'Asie                                                  | Olga Shishigina  | 12 s 44                                                     | Lucerne, Suisse                                | 27 juin 1995                          |
| Record d'Europe                                                | Yordanka Donkova | 12 s 21                                                     | Stara Zagora, Bulgarie                         | 20 août 1988                          |
| Record d'Amérique du Nord, d'Amérique centrale et des Caraïbes | Kendra Harrison  | 12 s 20                                                     | Londres, Royaume-Uni                           | 22 juillet 2016                       |
| Record d'Amérique du Sud                                       | Maurren Maggi    | 12 s 71                                                     | Manaus, Brésil                                 | 19 mai 2001                           |
| Record d'Océanie                                               | Sally Pearson    | 12 s 28                                                     | Daegu, Corée du Sud                            | 3 septembre 2011                      |

### Meilleures performances de l'année 2019
Les dix athlètes les plus rapides avant les championnats 2019 sont.
| 1  | Danielle Williams | Jamaïque   | 12 s 32 | Londres              | 20 juillet 2019 |
| 2  | Janeek Brown      | Jamaïque   | 12 s 40 | Austin               | 8 juin 2019     |
| 3  | Kendra Harrison   | États-Unis | 12 s 43 | Monaco               | 12 juillet 2019 |
| 4  | Chanel Brissett   | États-Unis | 12 s 52 | Austin               | 8 juin 2019     |
| 5  | Tonea Marshall    | États-Unis | 12 s 57 | Querétaro            | 6 juillet 2019  |
| 6  | Christina Clemons | États-Unis | 12 s 58 | Turku                | 11 juin 2019    |
| 7  | Brianna McNeal    | États-Unis | 12 s 61 | Des Moines           | 27 juillet 2019 |
| 8  | Queen Claye       | États-Unis | 12 s 63 | Sotteville-lès-Rouen | 16 juillet 2019 |
| 9  | Sharika Nelvis    | États-Unis | 12 s 66 | Székesfehérvár       | 9 juillet 2019  |
| 10 | Anna Cockrell     | États-Unis | 12 s 69 | Austin               | 6 juin 2019     |

## Critères de qualification
Pour se qualifier pour les championnats, il faut avoir réalisé 12 s 98 ou moins entre le 7 septembre 2018 et le 6 septembre 2019.

## Médaillées
| Or      | Argent          | Bronze            |
| Nia Ali | Kendra Harrison | Danielle Williams |

## Résultats

### Finale
| Rang               | Athlète           | Temps   | Réaction | Notes |
| ------------------ | ----------------- | ------- | -------- | ----- |
| Médaille d'or      | Nia Ali           | 12 s 34 | 0.155    | PB    |
| Médaille d'argent  | Kendra Harrison   | 12 s 46 | 0.140    |       |
| Médaille de bronze | Danielle Williams | 12 s 47 | 0.127    |       |
| 4                  | Tobi Amusan       | 12 s 49 | 0.218    |       |
| 5                  | Andrea Vargas     | 12 s 64 | 0.157    | NR    |
| 6                  | Nadine Visser     | 12 s 66 | 0.147    |       |
| 7                  | Janeek Brown      | 12 s 88 | 0.147    |       |
| —                  | Megan Tapper      | DNF     | 0.209    |       |

### Demi-finales
Les deux premières de chaque série (Q) et les 2 meilleurs temps (q) se qualifient pour la finale.
| Rang | Série | Nom                 | Nationalité    | Temps             | Notes |
| ---- | ----- | ------------------- | -------------- | ----------------- | ----- |
| 1    | 1     | Danielle Williams   | Jamaïque       | 12 s 41           | Q     |
| 2    | 1     | Nia Ali             | États-Unis     | 12 s 44           | Q, PB |
| 3    | 3     | Tobi Amusan         | Nigeria        | 12 s 48           | Q, PB |
| 4    | 2     | Kendra Harrison     | États-Unis     | 12 s 58           | Q     |
| 5    | 2     | Megan Tapper        | Jamaïque       | 12 s 61           | Q, PB |
| 6    | 1     | Nadine Visser       | Pays-Bas       | 12 s 62 (.619 ms) | q, NR |
| 7    | 3     | Janeek Brown        | Jamaïque       | 12 s 62 (.620 ms) |       |
| 8    | 3     | Andrea Vargas       | Costa Rica     | 12 s 65           | q, NR |
| 9    | 3     | Elvira Herman       | Biélorussie    | 12 s 78           |       |
| 10   | 2     | Yanique Thompson    | Jamaïque       | 12 s 80           | SB    |
| 11   | 1     | Cindy Roleder       | Allemagne      | 12 s 86 (.854 ms) |       |
| 12   | 2     | Karolina Kołeczek   | Pologne        | 12 s 86 (.856 ms) |       |
| 13   | 1     | Luca Kozák          | Hongrie        | 12 s 87           | SB    |
| 14   | 2     | Nooralotta Neziri   | Finlande       | 12 s 89           | SB    |
| 15   | 2     | Cindy Ofili         | Royaume-Uni    | 12 s 95           |       |
| 16   | 2     | Rikenette Steenkamp | Afrique du Sud | 12 s 96           | SB    |
| 17   | 1     | Annimari Korte      | Finlande       | 12 s 97           |       |
| 18   | 2     | Luminosa Bogliolo   | Italie         | 13 s 06           |       |
| 19   | 1     | Michelle Jenneke    | Australie      | 13 s 09           |       |
| 20   | 1     | Génesis Romero      | Venezuela      | 13 s 18           |       |
| 21   | 3     | Reetta Hurske       | Finlande       | 13 s 24           |       |
| 22   | 3     | Beate Schrott       | Autriche       | 13 s 25           |       |
| 23   | 3     | Brianna Beahan      | Australie      | 13 s 38           |       |
| —    | 3     | Anne Zagré          | Belgique       | DQ                | DQ    |

### Séries
Les 4 premières de chaque série (Q) et les 4 plus rapides se qualifient pour les demi-finales.
| Rang | Série | Ligne | Nom                    | Nationalité               | Temps             | Notes |
| ---- | ----- | ----- | ---------------------- | ------------------------- | ----------------- | ----- |
| 1    | 5     | 9     | Tobi Amusan            | Nigeria                   | 12 s 48           | Q, PB |
| 2    | 3     | 5     | Danielle Williams      | Jamaïque                  | 12 s 51           | Q     |
| 3    | 4     | 4     | Kendra Harrison        | États-Unis                | 12 s 55           | Q     |
| 4    | 1     | 7     | Nia Ali                | États-Unis                | 12 S 59           | Q     |
| 5    | 5     | 4     | Janeek Brown           | Jamaïque                  | 12 s 61           | Q     |
| 6    | 3     | 8     | Andrea Carolina Vargas | Costa Rica                | 12 s 68           | Q, NR |
| 7    | 5     | 5     | Nadine Visser          | Pays-Bas                  | 12 s 75           | Q     |
| 8    | 4     | 8     | Cindy Roleder          | Allemagne                 | 12 s 76           | Q, SB |
| 9    | 5     | 7     | Karolina Kołeczek      | Pologne                   | 12 s 78 (.772 ms) | Q     |
| 10   | 1     | 4     | Megan Tapper           | Jamaïque                  | 12 s 78 (.773 ms) | Q     |
| 11   | 2     | 8     | Luminosa Bogliolo      | Italie                    | 12 s 80           | Q     |
| 12   | 4     | 3     | Elvira Herman          | Biélorussie               | 12 s 84           | Q     |
| 13   | 2     | 7     | Yanique Thompson       | Jamaïque                  | 12 s 85           | Q     |
| 14   | 2     | 4     | Anne Zagré             | Belgique                  | 12 s 91           | Q, SB |
| 15   | 5     | 3     | Nooralotta Neziri      | Finlande                  | 12 s 92           | q     |
| 16   | 4     | 2     | Reetta Hurske          | Finlande                  | 12 s 96           | Q     |
| 17   | 5     | 6     | Rikenette Steenkamp    | Afrique du Sud            | 12 s 97 (.962 ms) | q, SB |
| 18   | 3     | 3     | Annimari Korte         | Finlande                  | 12 s 97 (.963 ms) | Q     |
| 19   | 1     | 2     | Cindy Ofili            | Royaume-Uni               | 12 s 97 (.965 ms) | Q     |
| 20   | 5     | 2     | Michelle Jenneke       | Australie                 | 12 s 98           | q, SB |
| 21   | 3     | 6     | Luca Kozak             | Hongrie                   | 13 s 00           | Q     |
| 22   | 3     | 7     | Beate Schrott          | Autriche                  | 13 s 08           | q     |
| 23   | 2     | 5     | Brianna Beahan         | Australie                 | 13 s 11 (.101 ms) | Q     |
| 24   | 4     | 5     | Gréta Kerekes          | Hongrie                   | 13 s 11 (.107 ms) |       |
| 25   | 3     | 4     | Celeste Mucci          | Australie                 | 13 s 14 (.133 ms) |       |
| 26   | 1     | 9     | Génesis Romero         | Venezuela                 | 13 s 14 (.140 ms) | Q     |
| 27   | 4     | 7     | Vanessa Clerveaux      | Haïti                     | 13 s 15           |       |
| 28   | 2     | 6     | Ayako Kimura           | Japon                     | 13 s 19           |       |
| 29   | 1     | 5     | Asuka Terada           | Japon                     | 13 s 20           |       |
| 30   | 4     | 6     | Hanna Plotitsyna       | Ukraine                   | 13 s 30           |       |
| 31   | 1     | 8     | Stanislava Škvarková   | Slovaquie                 | 13 s 44           |       |
| 32   | 5     | 8     | Laura Valette          | France                    | 13 s 47           |       |
| 33   | 3     | 2     | Phylicia George        | Canada                    | 13 s 49           |       |
| 34   | 2     | 2     | Fanny Quenot           | France                    | 13 s 51           |       |
| 35   | 1     | 6     | Adrine Monagi          | Papouasie-Nouvelle-Guinée | 14 s 00           |       |
| 36   | 4     | 9     | Irina Velihanova       | Turkménistan              | 14 s 79           |       |
| —    | 1     | 3     | Solène Ndama           | France                    | DNF               | DNF   |
| —    | 2     | 3     | Brianna McNeal         | États-Unis                | DQ                | DQ    |

## Légende
Records et Performances
- AR : Record continental (area record)
- CR : Record des championnats (championship record)
- MR : Record du meeting (meet record)
- NR : Record national (national record)
- OR : Record olympique (olympic record)
- PR : Record paralympique (paralympic record)
- PB : Record personnel (personal best)
- SB : Meilleure performance personnelle de la saison (season's best)
- WL : Meilleure performance mondiale de l'année (world leader)
- WJR : Record du monde junior (world junior record)
- WR : Record du monde (world record)

Circonstances et Conditions
- DNF : N'a pas terminé (did not finish)
- DNS : N'a pas pris le départ (did not start)
- DQ : Disqualification (disqualification)
- NM : Aucun essai valable enregistré (No Mark)
- Q : Qualifié « directement » au prochain tour (ou à la prochaine compétition), lors d'une compétition majeure, grâce au classement ou à la réalisation des minima (automatic qualifier)
- q : Qualifié au prochain tour (ou à la prochaine compétition), lors d'une compétition majeure, grâce au repêchage ou à la réalisation de l'une des meilleures performances parmi celles des « non qualifiés directement » (grâce au meilleur temps ou à la meilleure distance par exemple) (secondary qualifier)